# Nichteuklidische Geometrie

In der hyperbolischen, der euklidischen und der elliptischen Geometrie stehen zwei Geraden, die mit einer Normalen verbunden sind, unterschiedlich zueinander.

Die nichteuklidischen Geometrien sind Spezialisierungen der absoluten Geometrie. Sie unterscheiden sich von der euklidischen Geometrie, die ebenfalls als eine Spezialisierung der absoluten Geometrie formuliert werden kann, dadurch, dass in ihnen das Parallelenaxiom nicht gilt.

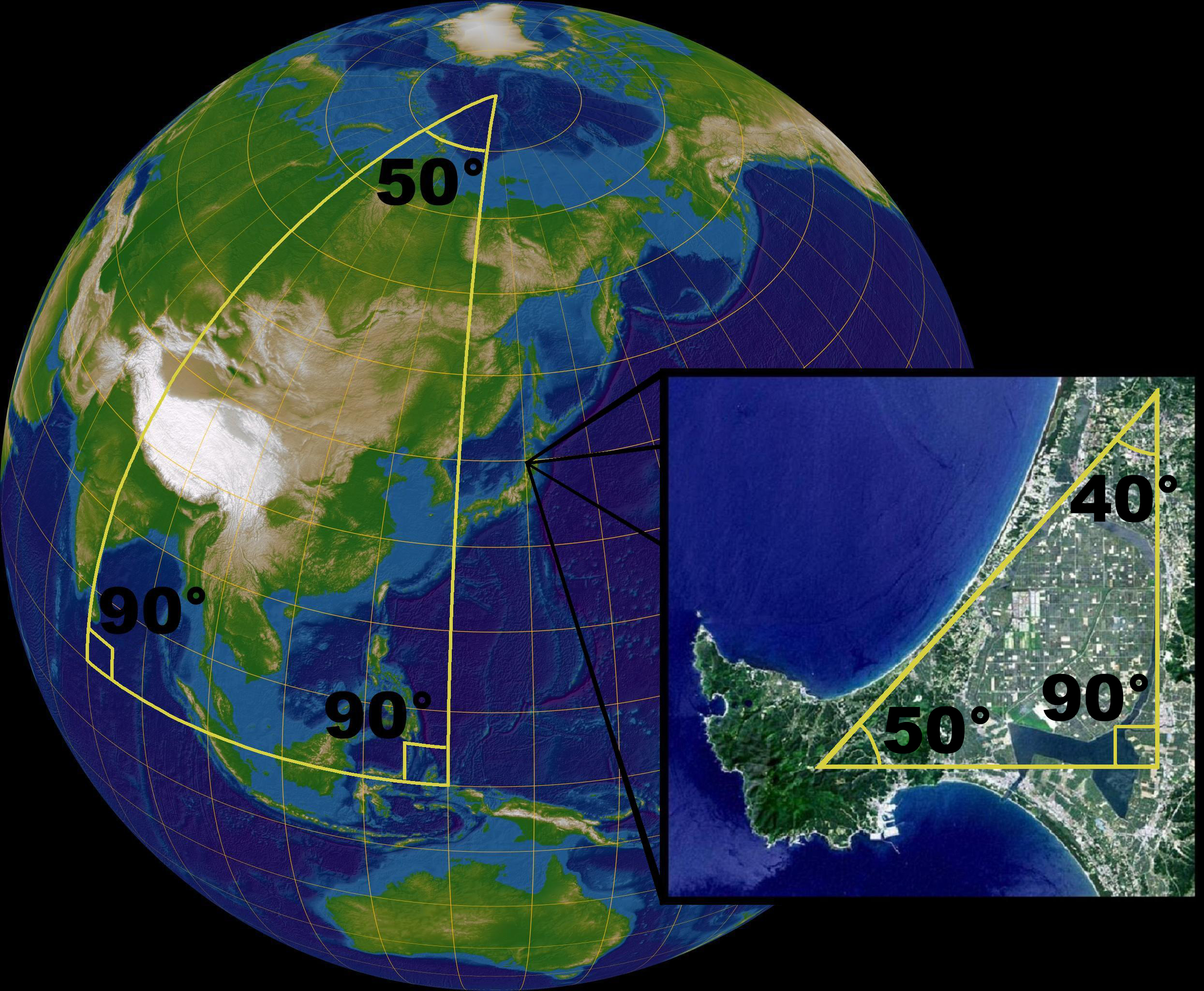
Auf einer Kugel ist die Winkelsumme eines Dreiecks im Allgemeinen nicht 180°. Die Oberfläche einer Kugel ist nicht euklidisch, aber lokal sind die Gesetze der euklidischen Geometrie eine gute Näherung. Zum Beispiel ist in einem kleinen Dreieck auf der Oberfläche der Erde die Winkelsumme eines Dreiecks ziemlich genau 180°.

## Geschichte
Die erste Publikation, die von zwei nebeneinander bestehenden Geometrien spricht, ist Thomas Reids Inquiry into the Human Mind (1764).
Die nichteuklidischen Geometrien entwickelten sich aber auch aus den jahrhundertelangen vergeblichen Versuchen, das Parallelenaxiom der euklidischen Geometrie zu beweisen. Anfang des 19. Jahrhunderts stellten die Mathematiker János Bolyai, Nikolai Lobatschewski und Carl Friedrich Gauß fest, dass die Raumgeometrie nicht unbedingt euklidisch sein muss, und begannen, eine nichteuklidische Geometrie zu entwickeln. Vorläuferarbeiten dazu hatten zuvor Ferdinand Karl Schweikart, Franz Taurinus, Giovanni Girolamo Saccheri und Johann Heinrich Lambert geliefert. Lobatschewski und Bolyai haben ihre Studien dazu in den Jahren 1829 und 1832 veröffentlicht, während Gauß seine diesbezüglichen Ergebnisse nicht publizierte.
Zwischen 1818 und 1826 leitete Gauß die Hannoversche Landesvermessung und entwickelte dabei Verfahren mit erheblich gesteigerter Genauigkeit. Es wird heute mehrheitlich als Legende angesehen, er habe empirisch nach einer Krümmung des Raumes gesucht, indem er die Winkelsumme in einem Dreieck vermaß, das vom Brocken im Harz, dem Inselsberg im Thüringer Wald und dem Hohen Hagen bei Göttingen gebildet wird. Auch wenn die Möglichkeit, Gauß habe nach Abweichungen vom üblichen Wert der Winkelsumme von 180° gesucht, nicht mit letzter Konsequenz ausgeschlossen werden kann, hätte die Genauigkeit seiner Instrumente für den Nachweis der winzigen Krümmung des Raumes im Gravitationsfeld der Erde bei weitem nicht ausgereicht. Es ist auch heute noch nicht möglich.
Gauß’ Schüler Bernhard Riemann war es, der die Differentialgeometrie gekrümmter Räume entwickelte und 1854 vorstellte. Zu dieser Zeit erwartete niemand eine physikalische Relevanz dieses Themas. Tullio Levi-Civita, Gregorio Ricci-Curbastro und Elwin Bruno Christoffel bauten die Differentialgeometrie weiter aus. Einstein fand in ihren Arbeiten eine Vielzahl an mathematischen Werkzeugen für seine allgemeine Relativitätstheorie.

## Grundlagen
Entwickelt wurden die nichteuklidischen Geometrien nicht mit dem Anspruch, unsere Raumerfahrung zu präzisieren, sondern als axiomatische Theorien in der Auseinandersetzung mit dem Parallelenproblem. Die Existenz von Modellen für nichteuklidische Geometrien (z. B. von Felix Klein und Henri Poincaré) beweist, dass das Parallelenaxiom Euklids nicht aus den anderen Axiomen gefolgert werden kann und von ihnen unabhängig ist.
Man erhält nichteuklidische Geometrien, indem man das Parallelenaxiom aus dem Axiomensystem weglässt oder es abändert. Die grundlegenden Änderungsmöglichkeiten sind:
- Zu einer Geraden und einem Punkt außerhalb der Geraden gibt es keine Parallele. Zwei verschiedene Geraden in einer Ebene schneiden einander also immer. Dies führt zu einer elliptischen Geometrie. Ein anschauliches Modell einer zweidimensionalen elliptischen Geometrie ist die Geometrie auf einer Kugelfläche. Hier ist die Winkelsumme eines Dreiecks größer als 180°, der Umfang eines Kreises beträgt weniger als {\displaystyle 2\pi r} und der Flächeninhalt weniger als {\displaystyle \pi r^{2}}. In der elliptischen Geometrie gelten jedoch die Anordnungsaxiome nicht mehr unverändert.
- Zu einer Geraden und einem Punkt außerhalb der Geraden gibt es mindestens zwei Parallelen. Hierbei können alle anderen Axiome gewahrt werden. Man erhält eine hyperbolische Geometrie. Sie kann durch die Modelle von Klein und Poincaré auf zwei Arten beschrieben werden. Im Kleinen (oder lokal) kann sie auf einer Sattelfläche konstanter Gaußscher Krümmung (der sogenannten Pseudosphäre) veranschaulicht werden. Die Winkelsumme eines Dreiecks ist nun kleiner als 180°, der Umfang eines Kreises beträgt mehr als {\displaystyle 2\pi r} und sein Flächeninhalt mehr als {\displaystyle \pi r^{2}}.

Dreieck auf einer Sattelfläche

Inzwischen spielt die nichteuklidische Geometrie eine wichtige Rolle in der theoretischen Physik und der Kosmologie. Gemäß der allgemeinen Relativitätstheorie weicht die Geometrie des Weltalls von der euklidischen ab, weil Schwerefelder den Raum „krümmen“. Ob die Geometrie des Universums „im Großen“ sphärisch (elliptisch), eben (euklidisch) oder hyperbolisch ist, gehört zu den großen aktuellen Fragen der Physik.